# قضاء طولكرم (فلسطين العثمانية)
قضاء طولكرم العثماني أو قضاء بني صعب (1884م–1920م) هو تقسيم إداري سابق في فلسطين التاريخية، كان بين عام 1884م وحتى عام 1920م، خلال فترة حُكم الدولة العثمانية على فلسطين، ومركزه مدينة طولكرم، عُرف القضاء في بداية الأمر رسميًا باسم "قضاء بني صعب" ثم أصبح رسميًا باسم "قضاء طولكرم"، وبعد سقوط الدولة العثمانية خلفه قضاء طولكرم الانتدابي.

## التاريخ
استحدث العثمانيين قضاء طولكرم لأول مرة وذلك عام 1884م وجعلوا من مدينة طولكرم عاصمةً ومركزًا له نظرًا لما تميزت به مدينة طولكرم من موقعٍ جغرافيٍ واستراتيجيٍ هام وملتقىً للطرق ومكانةً تاريخية، ومرور سكة حديد قطاري الشرق السريع والحجاز من المدينة ووجود محطة القطار الرئيسية في المدينة.
عُرف القضاء في بداية الأمر رسميًا باسم "قضاء بني صعب" ثم أصبح رسميًا باسم "قضاء طولكرم"، وفي سبتمبر 1918 وقعت معركة طولكرم وسقطت الدولة العثمانية واستمر القضاء حتى عام 1920 حيث خلفه "قضاء طولكرم الانتدابي" (1920–1948).

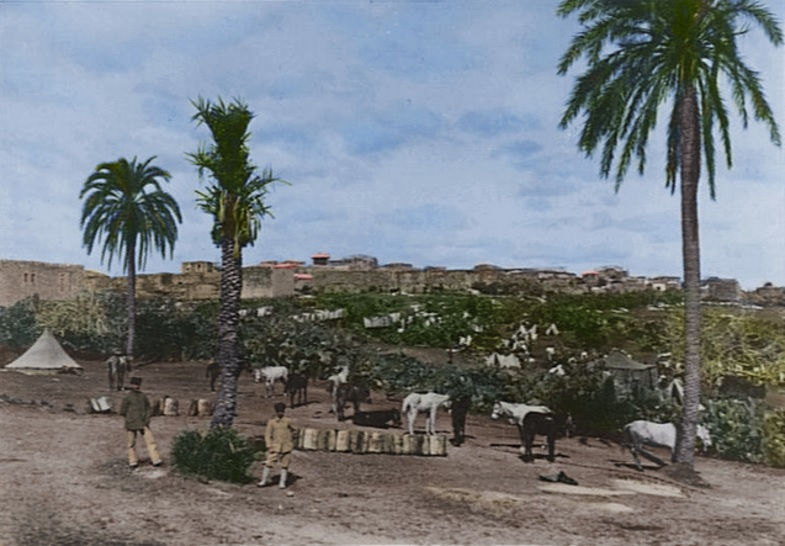
مدينة طولكرم عام 1915 إبان الحُكم العثماني ويظهر جنود عثمانيين أتراك.
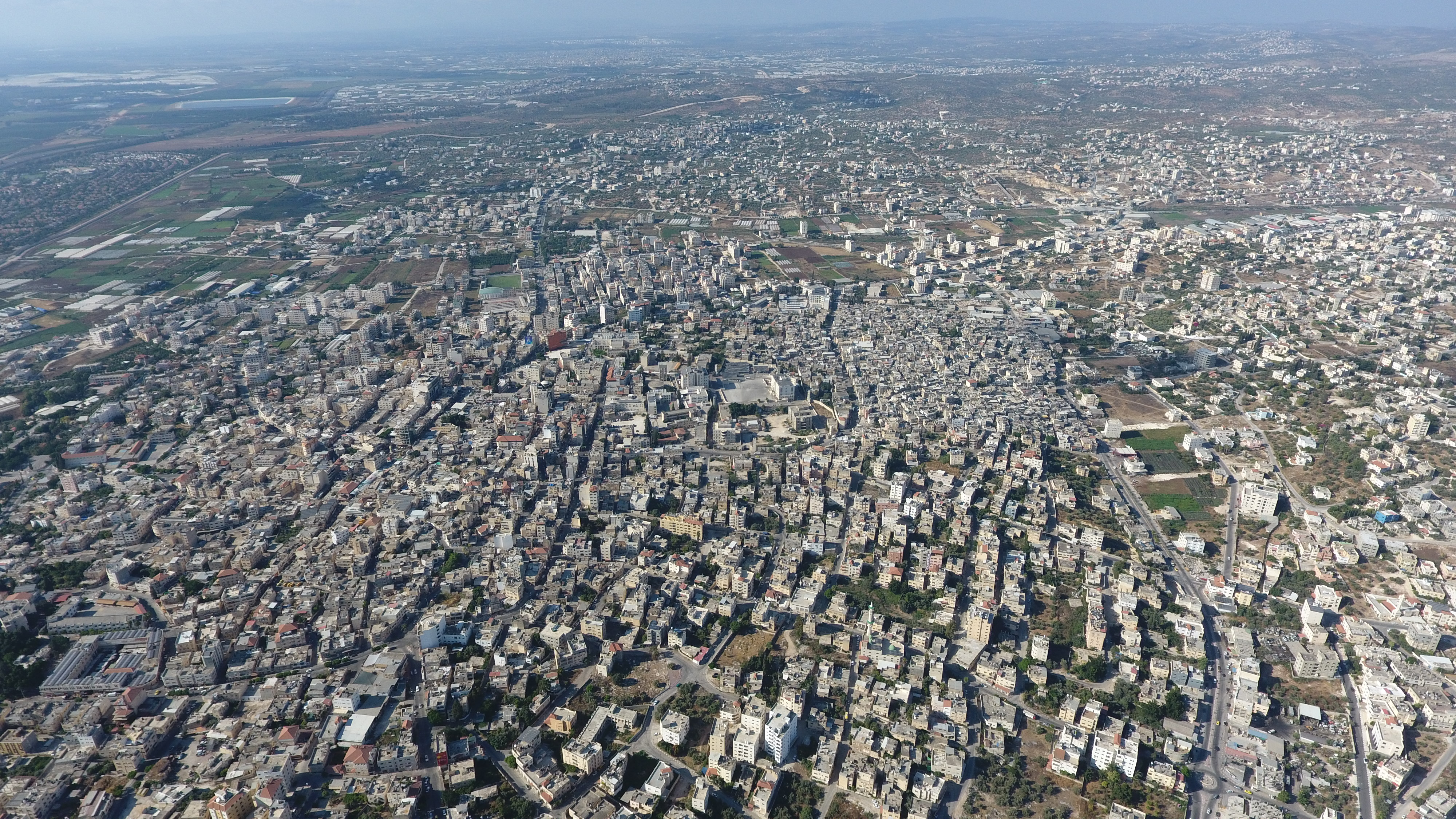
مدينة طولكرم عام 2020.

## الجغرافيا
توسطت مدينة طولكرم جغرافيًا مركز القضاء، وضم القضاء امتداد الشريط الساحلي الفلسطيني من حيفا شمالًا إلى يافا جنوبًا.
احتوى القضاء على التضاريس الجبلية في نصفه الشرقي، في حين التضاريس السهلية في نصفه الغربي، وتراوح ارتفاع القضاء عن مستوى سطح البحر من ارتفاع 1م إلى أكثر من 550م كما في بعض أجزائه المرتفعة مثل مناطق بلعا وبيت ليد وغيرها.

## قرى القضاء
ضم قضاء طولكرم العثماني عشرات القرى والبلدات، من أبرزها:
- طولكرم (أكبر مدينة في القضاء وعاصمة القضاء)
- قلقيلية
- الطيبة
- قلنسوة
- الطيرة
- فرعون
- فرديسيا
- عزبة سلمان
- كفر صور
- غابة كفر صور
- كور
- كفر عبوش
- كفر زيباد
- كفر جمال
- فلامية
- مسكة
- جيوس
- النبي إلياس
- عسلة
- تبصر
- كفر ثلث
- راس عطية
- خربة الأشقر
- كفر برا
- كفر سابا
- حبلة
- جلجولية
- خربة خريش
- كفر قاسم
- دير الغصون
- الجاروشية
- بير السكة
- خربة يمه
- إبثان
- عتيل
- زلفة
- المنشية
- الجلمة
- علار
- زيتا
- رمل زيتا
- قاقون
- وادي القباني
- وادي الحوارث
- صيدا
- جت
- باقة الغربية
- باقة الشرقية
- النزلة الوسطى
- النزلة الغربية
- النزلة الشرقية
- نزلة أبو نار
- نزلة عيسى
- قفين
- رامين
- بيت ليد
- سفارين
- شوفة
- كفر اللبد
- عنبتا
- إكتابا
- كفر رمان
- بلعا
- أم خالد
- خربة بيت ليد
- خربة الزبابدة
- بركة رمضان
- الحرم
- إجليل
- بيار عدس

## السُكان
| السنة      | تعداد 1893م | تعداد 1904م | تعداد 1908م | تعداد 1914م | تعداد 1922م |
| ---------- | ----------- | ----------- | ----------- | ----------- | ----------- |
| عدد السُكان | 31,283 نسمة | 39,028 نسمة | 33,028 نسمة | 35,899 نسمة | 34,972 نسمة |

## الإدارة
وُجِدَ في قضاء طولكرم سُلطة إدارية مُتكاملة اشتملت من: قائم مقام (حاكم القضاء)، ومجلس إدارة القضاء، وجهاز قضائي، وجهاز عسكري، ودوائر حكومية كدوائر المعارف والنفوس والطابو والتلغراف وغيرها. وكان مقر حاكم ومجلس القضاء يقع في مبنى السرايا العثمانية وسط مدينة طولكرم والذي ما زال قائمًا حتى اليوم.

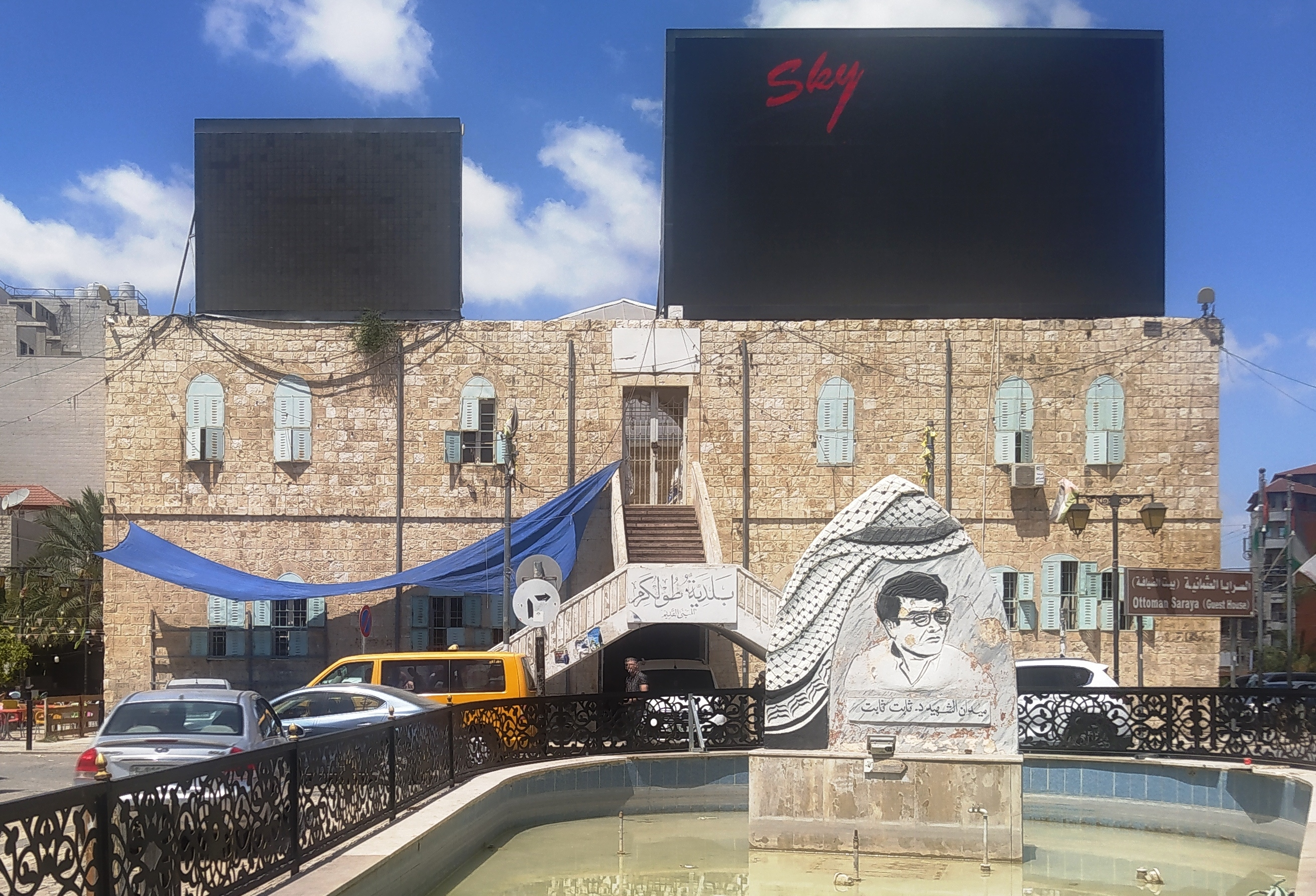
مبنى السرايا العثمانية وسط مدينة طولكرم.

### قائمو المقام
شغل منصب قائم مقام قضاء طولكرم (حاكم القضاء) عدة شخصيات عثمانية وهم كالتالي:
| الرقم | الاسم              | تاريخ البدء | تاريخ الانتهاء |
| ----- | ------------------ | ----------- | -------------- |
| 1     | حسن محرم بيك       | 1884م       | 1887م          |
| 2     | حافظ السعيد        | 1887م       | 1890م          |
| 3     | مرتضى أفندي المزيل | 1890م       | 1893م          |
| 4     | صالح الركابي       | 1893م       | 1896م          |
| 5     | أحمد شاكر أفندي    | 1896م       | 1900م          |
| 6     | أحمد نجيب          | 1900م       | 1904م          |
| 7     | توفيق بك أفندي     | 1904م       | 1906م          |
| 8     | فريد أفندي         | 1906م       | 1908م          |
| 9     | إبراهيم وصفي أفندي | 1908م       | 1909م          |
| 10    | أحمد مختار         | 1909م       | 1913م          |
| 11    | محمد علي           | 1913م       | 1918م          |